# Michael Nicolai Christopher Kall Rasmussen
Michael Nicolai Christopher Kall Rasmussen, född den 25 juni 1816 i Köpenhamn, död där den 12 mars 1863, var en dansk historiker. Han var bror till Abraham Kall Rasmussen.
Kall Rasmussen blev 1845 kopist och 1851 registrator i gehejmearkivet, samt fick 1856 professors titel. Han ägde mycket omfattande insikter i dansk personal- och lokalhistoria samt lämnade beredvilligt andra historiker del av sitt vetande. Själv skrev han däremot endast mindre avhandlingar, bland annat Bidrag til Ludvig Holbergs biografi 1702-14 (1858).